# Lello Bersani
Lello Bersani, all'anagrafe Raffaele Bersani (Roma, 27 aprile 1922 – Roma, 31 ottobre 2002), è stato un giornalista e conduttore televisivo italiano.

## Biografia
Fu il più popolare giornalista cinematografico italiano e uno dei principali rappresentanti della cosiddetta "dolce vita romana". Entrò alla Rai nell'immediato dopoguerra come cronista radiofonico sportivo e subito dopo si occupò di cronache politiche e di attualità. Fu uno dei primi a fare le sue interviste radiofoniche in esterno, per il programma Voci dal mondo.
Bersani fu un grande appassionato di cinema. Fin dai tempi della radio si occupò del settore e assieme a Sandro Ciotti realizzò la prima trasmissione radiofonica dedicata al cinema, Ciak. Seguì ininterrottamente la Mostra di Venezia fino agli anni novanta, anche per la televisione, intervistando i divi dietro le quinte della manifestazione e registrando in diretta radiofonica la durata degli applausi a ogni film presentato. Seguì i principali festival cinematografici, da Taormina al Cannes.
Seguì anche, come inviato, numerosi festival di Sanremo: proprio da Sanremo annunciò ai radioascoltatori nel 1967 la morte di Luigi Tenco, preparando un servizio con uno struggente commento per il telegiornale che però, ritenuto inadatto dai responsabili Rai, non fu mandato in onda. Il servizio fu trasmesso per la prima volta soltanto nel 1990. Nel 1969, a ottobre, fu chiamato a sostituire Enzo Tortora alla conduzione de La Domenica Sportiva; in precedenza, quello stesso anno, aveva condotto le interviste in studio durante la diretta dell'allunaggio dell'Apollo 11. In seguito si occupò di politica e di cronaca per il telegiornale delle ore 20. Dopo il pensionamento alla Rai, nel 1989, Bersani lavorò come consulente di cinema per Canale 5. Nel 1992 collaborò con il TG5 per i servizi di cinema.
.

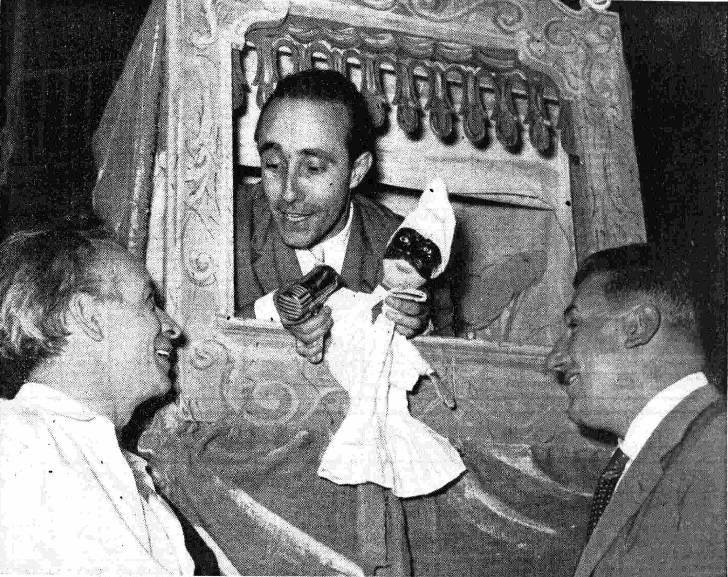
Lello Bersani intervista Ettore Giannini e Giuseppe Marotta, regista e sceneggiatore di Carosello napoletano

Lello Bersani prese anche parte ad alcuni film, sia come attore vero e proprio, sia interpretando se stesso: Siamo donne (1953), La domenica sportiva (1954), Un uomo facile (1958), Il disco volante di Tinto Brass (1964), Comizi d'amore di Pier Paolo Pasolini (1965), Di che segno sei? di Sergio Corbucci (1975),  "FF.SS." - Cioè: "...che mi hai portato a fare sopra a Posillipo se non mi vuoi più bene?" di Renzo Arbore (1983), Festival (1996) di Pupi Avati. Medusa Film e Rai Cinema si sono unite per ricordarlo con un film documentario, L'uomo col microfono, di Antonello Sarno, trasmesso da Rai 1 il 18 settembre 2005.
Dal 2015 il Busto Arsizio Film Festival ospita la consegna di un premio giornalistico intitolato "Premio Lello Bersani".
Muore all'ospedale di Ostia dopo lunga malattia.

## Documentari radiofonici Rai
- Fertilia dei giullari, documentario giornalistico di Lello Bersani, trasmesso il 10 febbraio 1950

## Curiosità
- Nel 1974, intervistato da Silvio Gigli, Bersani ricordò un incidente tecnico avvenuto in occasione di una delle sue prime radiocronache.[8] Prima di un Consiglio dei ministri, raccolse una dichiarazione del presidente del Consiglio Alcide De Gasperi; successivamente, durante la riunione ministeriale, venne a sapere che la sua intervista non era arrivata agli studi di via Asiago: allora interruppe la riunione e chiese a De Gasperi di ripetere il suo intervento. Il capo del Governo acconsentì, dopo aver fatto mettere a verbale l'interruzione; poi, a conclusione dell'intervista, disse a Bersani: "È andato tutto bene adesso? Allora si ricordi che in fin dei conti io non sono la sua donna di servizio. Sono sempre il presidente del Consiglio!".
- Bersani fu l'inventore del motto "Mamma RAI"[2].